# Wienerfilharmonikernas nyårskonsert 1955
Wienerfilharmonikernas nyårskonsert 1955 räknas som den 15:e nyårskonserten från Wien och ägde rum den 1 januari 1955 i Wiens Musikverein. Den dirigerades för första gången av Willi Boskovsky.

## Historia
Strikt räknat var det Wienerfilharmonikernas tionde nyårskonsert, eftersom det inte var förrän 1946 som Josef Krips introducerade denna titel, som behölls 1947 och därefter. Dessutom var det den 16:e Årsskifteskonserten, för vid årsskiftet 1939/40 gavs det en Außerordentliches Konzert (extraordinär konsert) av Wienerfilharmonikerna, som dock ägde rum på nyårsafton 1939. Från 1941 dirigerades den av Clemens Krauss, med undantag för åren 1946 och 1947 då Krauss förbjöds att dirigera på grund av sin närhet till nazistregimen och ersattes av Josef Krips.
Efter Clemens Krauss död valdes Willi Boskovsky enhälligt av orkestermedlemmarna till positionen som permanent dirigent för nyårskonserten, som han dirigerade för första gången 1955 (och fram till 1979). Willi Boskovsky är ihågkommen för att han dirigerade om inte hela, så åtminstone stora delar av konserten (mestadels valserna), med violinstråken och fiolen vilande på höften och upprepade gånger med sitt fiolspel förmådde orkestern att anamma hans speciella spelstil
förde den till hakan för att överföra sin egen violinrelaterade fart till orkestern.
Kurt Dieman beskrev det som en "historiens ironi" att valsen Mein Lebenslauf ist Lieb’ und Lust av Josef Strauss markerade starten på nyårskonserten under året för Österrikes självständighet.

## Program
- Josef Strauss: Mein Lebenslauf ist Lieb’ und Lust (vals), op. 263
- Johann Strauss den yngre: Annen-Polka, op. 117
- Johann Strauss den yngre: Wiener Blut (vals), op. 354
- Johann Strauss den yngre: 's gibt nur a Kaiserstadt, 's gibt nur a Wien (Polka), op. 291
- Johann Strauss den yngre: Künstlerleben (vals), op. 316*
- Johann Strauss den yngre: Banditen-Galopp (Polka schnell), op. 378
- Johann Strauss den yngre: Ouvertyr till operetten Waldmeister
- Josef Strauss: Die Emancipirte (Polka mazur), op. 282*
- Johann Strauss den yngre: Persischer Marsch, op. 289
- Johann Strauss den yngre: Wiener Bonbons (vals), op. 307*
- Johann Strauss den yngre: Kaiser-Walzer, op. 437

Verkförteckningen och verkens ordning finns på Wienerfilharmonikernas webbplats.
De verk markerade med * stod för första gången på programmet till en Nyårskonsert.